# Pirogênio
Pirogênios são produtos do metabolismo de organismos, como bactérias e fungos, que podem causar febre. São lipídeos associados a moléculas transportadoras que podem ser polissacarídeos ou peptídeos. Existem Pirogênios endógenos (citocinas), geralmente produzidas pelos leucócitos, ou exógenos (produtos bacterianos) estimulam a síntese de prostaglandinas PGE2 nas células vasculares e perivasculares do hipotálamo.
Na produção de medicamentos injetáveis é proibida a presença de pirogênios, por isso são realizados testes de controle de qualidade in vitro e in vivo.

## Ação
Atuam no hipotálamo, aumentando o ponto fixo da temperatura corporal. Às vezes, pirogênios exógenos estimulam os leucócitos a produzirem pirogênio endógeno.